# Andrea Dvorak
Andrea Dvorak (Washington D.C., 9 oktober 1980) is een wegwielrenner en triatleet uit Verenigde Staten van Amerika.
In 2011 werd Dvorak tweede bij de wegwedstrijd op de Amerikaanse kampioenschappen wielrennen.
In 2012 won Dvorak de achtste etappe van de Route de France Féminine, in 2015 werd ze eerste in de Cascade Cycling Classic.